# Why Do They Rock So Hard?
Why Do They Rock So Hard? è il terzo album in studio del gruppo musicale statunitense Reel Big Fish, pubblicato nel 1998.

## Tracce
1. Somebody Hates Me – 3:28
2. Brand New Song – 3:04
3. She's Famous Now – 3:05
4. You Don't Know – 3:26
5. The Set Up (You Need This) – 4:22
6. Thank You for Not Moshing – 2:41
7. I'm Cool – 3:20
8. I Want Your Girlfriend to Be My Girlfriend Too – 2:53
9. Everything Is Cool – 3:07
10. Song #3 – 3:28
11. Scott's a Dork – 3:04
12. Big Star – 3:34
13. The Kids Don't Like It – 3:20
14. Down in Flames – 4:49
15. We Care – 3:55
16. Victory Over Peter Bones – 5:25
17. The Legend of Alan Guile Versus Peter Bones – 16:51